# 拉波德科格爾山

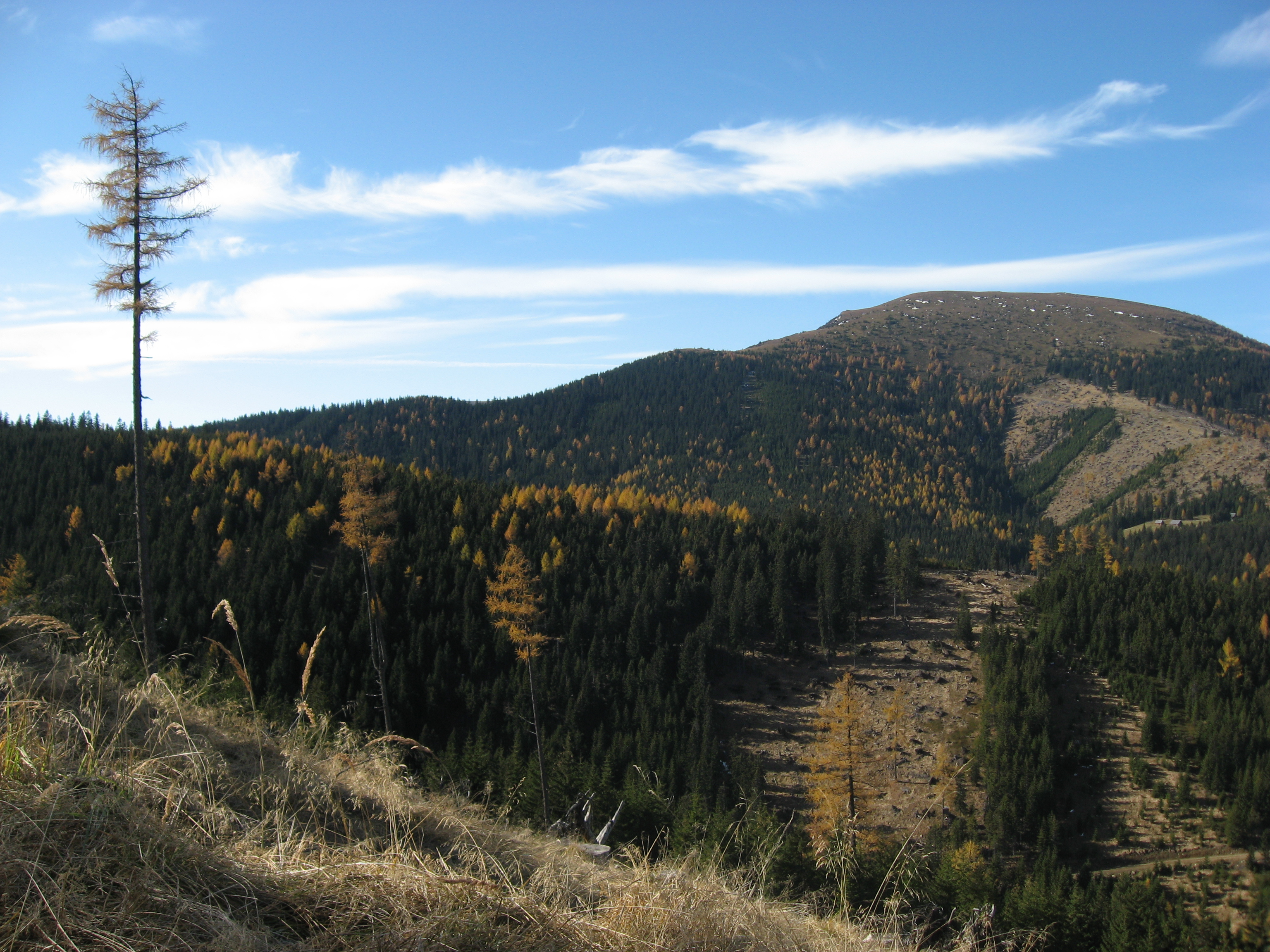

47°05′03″N 14°53′00″E / 47.084042°N 14.883242°E
拉波德科格爾山（德語：Rappoldkogel），是奧地利的山峰，位於該國東南部，由施泰爾馬克州負責管轄，屬於拉萬塔爾阿爾卑斯山脈的一部分，海拔高度1,928米，每年平均降雨量1,632毫米。